# Air Alfa
AirAlfa era uma companhia aérea charter com base no Aeroporto Internacional Atatürk, Istambul, Turquia. Ela também tinha uma base adicional no Aeroporto de Antalya. Também operava serviços fretados para operadoras de turismo. A Air Alfa encerrou suas operações em dezembro de 2001 e teve sua licença revogada em 17 de novembro de 2002.

## História
A Air Alfa foi fundada em 1992 e começou a operar voos entre a Turquia e a Europa Ocidental. No entanto, a companhia aérea foi proibida de operar durante o resto de 1992 porque não cumpria as regras da Autoridade de Aviação Civil da Turquia. Isso porque ele movimentou menos de três aeronaves, sendo Boeing 727-200s. A companhia aérea reiniciou os voos em 1993, alugando um Boeing 737.
Em 1994, a companhia aérea iniciou voos de longo curso ao receber seu primeiro Airbus A300, e foi acompanhado por um segundo que foi alugado da EgyptAir. Outros seis foram adicionados nos anos seguintes, mas reduzidos a cinco após o acidente de um voo da Air Alfa em Istambul.
Durante 1996, a Air Alfa transportou um milhão de passageiros pela primeira vez.
Em dezembro de 1996, a companhia aérea foi adquirida da Kombassan, e a frota foi modernizada com novos Airbus A321-100, com um Airbus A300B4-203 e um Boeing 727-200 sendo retirados.
Em 2000, a Air Alfa passou a ter dificuldades e dificuldades financeiras, cortando e reduzindo horários até o seu final em 2001. A companhia aérea reiniciou em 2002 com o nome de 'Alpha Airlines', mas isso foi rapidamente esquecido, uma vez que encerrou as operações e pediu falência em 17 de novembro de 2002.

## Frota
A Air Alfa operou as seguintes aeronaves durante as operações:
| Aeronaves          | Total | Notas |
| ------------------ | ----- | ----- |
| Airbus A300B4-103  | 2     |       |
| Airbus A300B4-203  | 6     |       |
| Airbus A300B4-622R | 3     |       |
| Airbus A320-200    | 3     |       |
| Airbus A321-100    | 4     |       |
| Boeing 727-200     | 2     |       |
| Boeing 737-300     | 2     |       |
| Boeing 737-400     | 1     |       |
| Boeing 757-200     | 1     |       |

## Incidentes
17 de maio de 1996: um Airbus A300B4-203 prefixo TC-ALP, pousou no Aeroporto de Istambul. Não houve fatalidades, pois estava vazio no momento. A aeronave foi destruída e retirada.